# Café Zimmermann (gruppo musicale)
Il Café Zimmermann è un ensemble francese di musica classica fondato nel 1998 dal violinista Pablo Valetti e dalla clavicembalista Céline Frisch. Ha preso il nome dall'antica caffetteria Zimmermannsches Caffeehaus di Lipsia, gestita da Gottfried Zimmermann.
L'ensemble ha registrato diverse opere di Bach per l'etichetta discografica Alpha. L'ensemble è residente presso il Grand Théâtre de Provence di Aix-en-Provence.

## Discografia
- 2001: Johann Sebastian Bach, Variazioni Goldberg, 14 canons. Alpha 014.
- 2001–2011: Bach Chamber Works 6CD
- 2002: Charles Avison, Concertos in seven parts done from the lessons of Domenico Scarlatti. Alpha 031
- 2005: J-H. D'Anglebert – J-B. Lully, Pièces pour clavecin et Airs d'Opéra. Alpha 074.
- 2007: Johann Sebastian Bach, Weltliche Kantaten BWV 30a & BWV 207. Gustav Leonhardt. Alpha 118
- 2009: Dom Quichotte – Cantates et concertos comiques, Dominique Visse. Alpha 151